# Rhodamnia
Rhodamnia är ett släkte av myrtenväxter. Rhodamnia ingår i familjen myrtenväxter.

## Bildgalleri

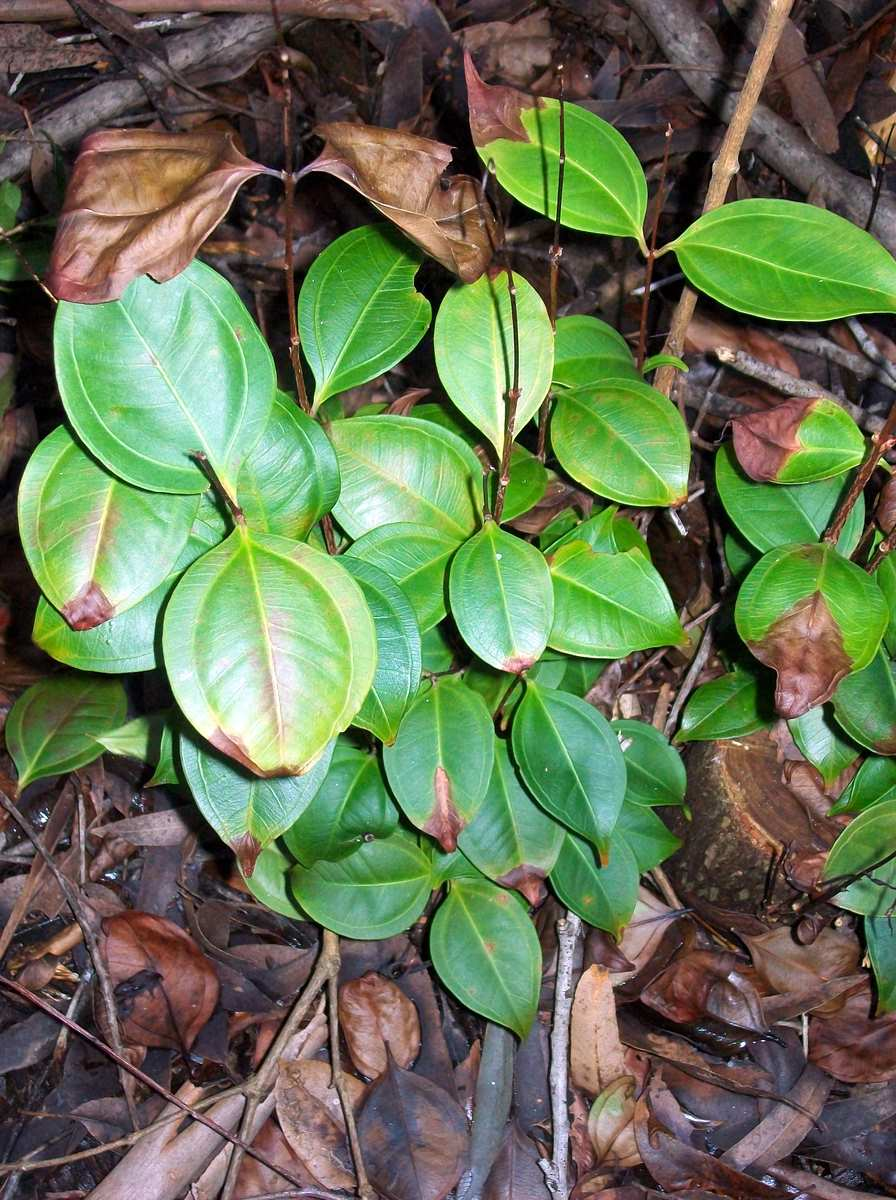
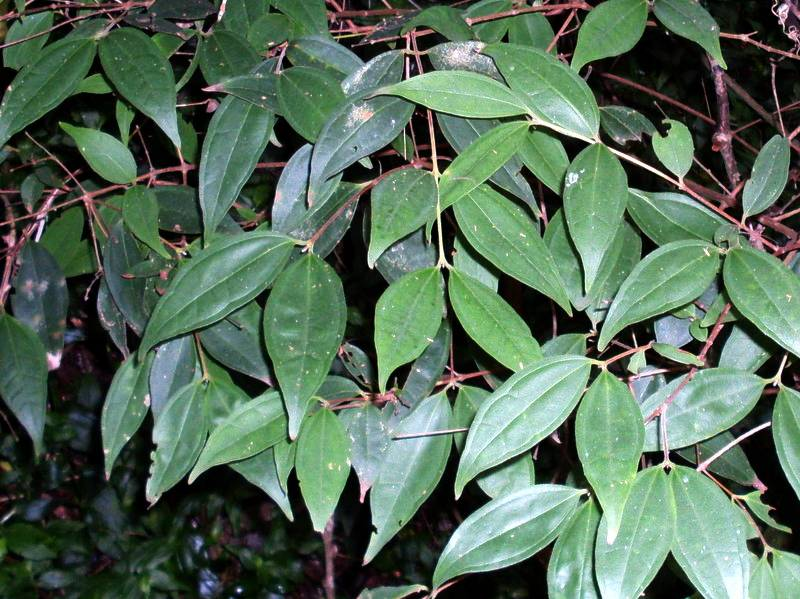
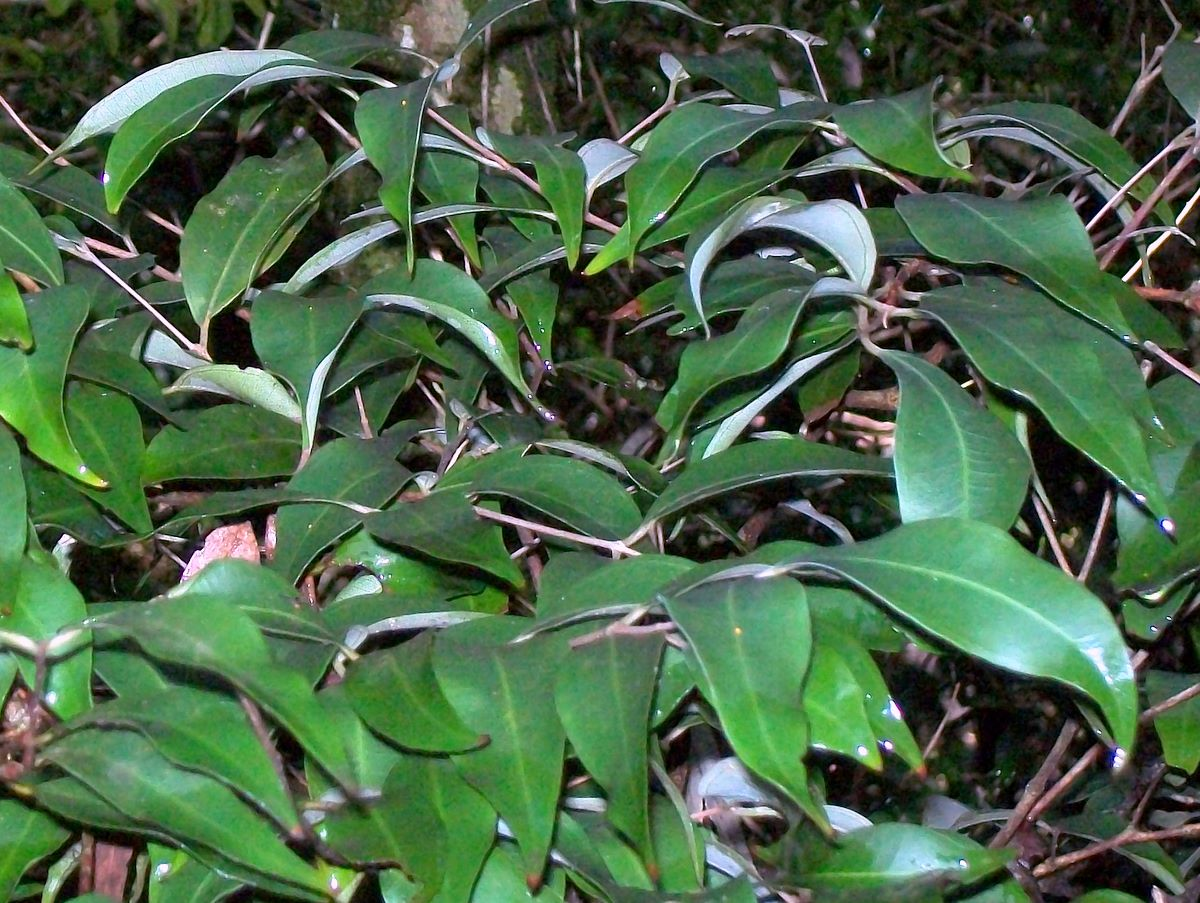

## Dottertaxa tillRhodamnia, i alfabetisk ordning[1]
- Rhodamnia acuminata
- Rhodamnia andromedoides
- Rhodamnia angustifolia
- Rhodamnia arenaria
- Rhodamnia argentea
- Rhodamnia australis
- Rhodamnia blairiana
- Rhodamnia cinerea
- Rhodamnia costata
- Rhodamnia dumetorum
- Rhodamnia dumicola
- Rhodamnia fordii
- Rhodamnia glabrescens
- Rhodamnia glauca
- Rhodamnia hylandii
- Rhodamnia kamialiensis
- Rhodamnia kerrii
- Rhodamnia lancifolia
- Rhodamnia latifolia
- Rhodamnia longisepala
- Rhodamnia maideniana
- Rhodamnia moluccana
- Rhodamnia mulleri
- Rhodamnia novoguineensis
- Rhodamnia pachyloba
- Rhodamnia parviflora
- Rhodamnia pauciovulata
- Rhodamnia reticulata
- Rhodamnia rubescens
- Rhodamnia sepicana
- Rhodamnia sessiliflora
- Rhodamnia sharpeana
- Rhodamnia tessellata
- Rhodamnia uniflora
- Rhodamnia whiteana